# Asclepias dissona
Asclepias dissona är en oleanderväxtart som beskrevs av Nicholas Edward Brown. Asclepias dissona ingår i släktet sidenörter, och familjen oleanderväxter. Inga underarter finns listade i Catalogue of Life.